# Europameisterschaft im Skibergsteigen 2007
Die Europameisterschaft im Skibergsteigen 2007 (französisch Championnat d'Europe de ski de montagne 2007) wurde vom 24. bis zum 28. März 2007 im französischen Avoriaz, Morzine, ausgetragen. Organisator war die Fédération française de la montagne et de l’escalade (FFME) im Auftrag des International Council for Ski Mountaineering Competitions (ICSM) der Union Internationale des Associations d’Alpinisme (UIAA). Teilgenommen haben an den Wettbewerben in verschiedenen Disziplinen zwischen Mont Blanc und dem Lac Léman rund 230 Skibergsteiger aus 21 Nationen aller Altersklassen.

## Ergebnisse

### Nationengesamtwertung nach Punkten und Medaillenspiegel
2007 wurden die erstmals bei der Europameisterschaft im Skibergsteigen 2005 ausgetragenen Disziplinen Vertical Race und Staffel auch in die Gesamtwertung der Nationen aufgenommen.
(alle Altersklassen)
| Rang | Land                   | Vertical Race | Vertical Race | Vertical Race | Vertical Race | Team   | Team | Team   | Team   | Einzel | Einzel | Einzel | Einzel | Staffel | Staffel | Staffel | Staffel |              |
| Rang | Land                   | Punkte        | Gold          | Silber        | Bronze        | Punkte | Gold | Silber | Bronze | Punkte | Gold   | Silber | Bronze | Punkte  | Gold    | Silber  | Bronze  | Gesamtpunkte |
| 1    | Frankreich             | 1214          | 6             | 2             |               | 348    | 1    | 2      |        | 344    | 5      | 2      | 4      | 1491    |         | 2       | 1       | 3397         |
| 2    | Italien                | 961           | 1             | 2             | 5             | 386    | 1    | 1      |        | 400    | 1      | 4      | 1      | 1381    | 2       |         |         | 3128         |
| 3    | Schweiz                | 892           |               |               |               | 354    |      |        | 1      | 344    |        | 1      | 1      | 1273    |         | 1       | 1       | 2863         |
| 4    | Spanien                | 871           | 1             | 2             | 2             | 218    |      |        |        | 292    | 2      |        | 1      | 999     | 1       |         |         | 2380         |
| 5    | Deutschland            | 438           |               |               |               | 182    |      |        |        | 296    |        |        |        | 602     |         |         |         | 1518         |
| 6    | Andorra                | 450           |               |               |               | 176    |      |        |        | 272    |        |        |        | 480     |         |         |         | 1378         |
| 7    | Tschechien             | 602           |               | 2             |               | 52     |      |        |        | 120    |        | 1      |        | 502     |         |         | 1       | 1276         |
| 8    | Norwegen               | 310           |               |               |               | 204    |      |        |        | 276    |        |        |        | 299     |         |         |         | 1089         |
| 9    | Slowakei               | 356           |               |               |               | 50     |      |        |        | 124    |        |        |        | 430     |         |         |         | 960          |
| 10   | Polen                  | 403           |               |               | 1             | 52     |      |        |        | 116    |        |        | 1      | 346     |         |         |         | 917          |
| 11   | Slowenien              | 340           |               |               |               | 36     |      |        |        | 112    |        |        |        | 182     |         |         |         | 670          |
| 12   | Rumänien               | 282           |               |               |               |        |      |        |        | 128    |        |        |        | 244     |         |         |         | 654          |
| 13   | Griechenland           | 326           |               |               |               | 18     |      |        |        | 108    |        |        |        | 188     |         |         |         | 640          |
| 14   | Schweden               | 143           |               |               |               | 80     |      |        |        | 140    |        |        |        | 134     |         |         |         | 497          |
| 15   | Bulgarien              | 130           |               |               |               | 10     |      |        |        |        |        |        |        | 58      |         |         |         | 198          |
| 16   | Russland               | 59            |               |               |               | 8      |      |        |        | 104    |        |        |        |         |         |         |         | 171          |
| 17   | Liechtenstein          | 108           |               |               |               |        |      |        |        |        |        |        |        |         |         |         | 108     |              |
| 18   | Vereinigtes Königreich | 33            |               |               |               | 8      |      |        |        |        |        |        |        |         |         |         |         | 41           |
| 19   | Belgien                | 22            |               |               |               | 14     |      |        |        |        |        |        |        |         |         |         |         | 36           |
| 20   | Kroatien               | 14            |               |               |               |        |      |        |        |        |        |        |        |         |         |         |         | 14           |
| 21   | Österreich             | 0             |               |               |               |        |      |        |        |        |        |        |        |         |         |         |         | 0            |

### Vertical Race
Das Vertical Race wurde am 24. März in Morzine ausgetragen.
Übersicht der jeweils 10 besten Teilnehmer:
| Rang   | Teilnehmer                | Gesamtzeit    |
| ------ | ------------------------- | ------------- |
| Gold   | Laëtitia Roux             | 00h48 ' 44.7" |
| Silber | Roberta Pedranzini        | 00h 48' 04.2" |
| Bronze | Gloriana Pellissier       | 00h 49' 11.3" |
| 4      | Barbara Gruber            | 00h 49' 45"   |
| 5      | Nathalie Etzensperger     | 00h 50' 30.7" |
| 6      | Catherine Mabillard       | 00h 50' 40.9" |
| 7      | Corinne Favre             | 00h 51' 11"   |
| 8      | Sophie Dusautoir Bertrand | 00h 51' 59.7" |
| 9      | Francesca Martinelli      | 00h 52' 44.7" |
| 10     | Elisa Fleischmann         | 00h 53' 04.3" |

| Rang   | Teilnehmer              | Gesamtzeit    |
| ------ | ----------------------- | ------------- |
| Gold   | Florent Perrier         | 00h39 ' 48.1" |
| Silber | Agustí Roc Amador       | 00h40 ' 08.1" |
| Bronze | Manuel Pérez Brunicardi | 00h40 ' 49.6" |
| 4      | Sébastien Epiney        | 00h40 ' 56.7" |
| 5      | Tony Sbalbi             | 00h41 ' 15.3" |
| 6      | Lorenzo Holzknecht      | 00h41 ' 32"   |
| 7      | Oscar Roig Iglesies     | 00h41 ' 39.6" |
| 8      | Olivier Nägele          | 00h41 ' 54"   |
| 9      | Ludovic Albos           | 00h42 ' 02"   |
| 10     | Javier Martín de Villa  | 0042h ' 21.6" |

### Skibergsteigen Team
Das Mannschaftsrennen fand am 25. März in Morzine statt.
Übersicht der jeweils 10 besten Mannschaften:
| Rang   | Teilnehmer                         | Gesamtzeit    |
| ------ | ---------------------------------- | ------------- |
| Gold   | Martinelli/Pedranzini              | 02h 31' 14.8" |
| Silber | Favre/Lathuraz                     | 02h 37' 20.2" |
| Bronze | Mabillard/Etzensperger             | 02h 39' 47.8" |
| 4      | Koch/J. Graßl                      | 02h 44' 27.1" |
| 5      | Lunger/Fleischmann                 | 02h 45' 54"   |
| 6      | M. Troillet/Magnenat               | 02h 46' 46.8" |
| 7      | Pedersen/Blom                      | 03h 02' 41.7" |
| 8      | Zubizarreta Guerendiain/Arró Ribot | 03h 05' 35"   |
| 9      | Ryste/Tveite Bystøl                | 03h 10' 37"   |
| 10     | Tort Gendrau/Tudel Cuberes         | 03h 30' 00.1" |

| Rang   | Teilnehmer                      | Gesamtzeit    |
| ------ | ------------------------------- | ------------- |
| Gold   | Perrier/Gachet                  | 01h 56' 56.8" |
| Silber | Pellicier/Bon Mardion           | 01h 58' 00.7" |
| Bronze | Giacomelli/J. Pellissier        | 01h 59' 21.6" |
| 4      | Reichegger/Brunod               | 02h 00' 28.4" |
| 5      | F. Troillet/Hug                 | 02h 01' 29.9" |
| 6      | A. Rey/Ecoeur                   | 02h 04' 08.1" |
| 7      | Buffet/B. Blanc                 | 02h 04' 20.7" |
| 8      | Premat/Anselmet                 | 02h 04' 24.8" |
| 9      | P. Blanc/Sbalbi                 | 02h 06' 41.9" |
| 10     | Pérez Brunicardi/J. Bes Ginesta | 02h 07' 08.6" |

### Skibergsteigen Staffel
Das Staffelrennen fand am 26. März in Morzine statt. Die Staffelmannschaften der Damen bestanden aus jeweils drei Teilnehmerinnen und die der Herren jeweils aus vier.
Übersicht der jeweils 10 besten Mannschaften:
| Rang   | Teilnehmer                                                                   | Gesamtzeit    |
| ------ | ---------------------------------------------------------------------------- | ------------- |
| Gold   | Gloriana Pellissier/Francesca Martinelli/Roberta Pedranzini                  | 01h 02' 14.8" |
| Silber | Corinne Favre/Véronique Lathuraz/Laëtitia Roux                               | 01h 03' 16.6" |
| Bronze | Gabrielle Magnenat/Catherine Mabillard/Nathalie Etzensperger                 | 01h 05' 42.8" |
| 4      | Judith Graßl/Silvia Treimer/Stefanie Koch                                    | 01h 10' 14.7" |
| 5      | Ellen Blom/Bodil Ryste/Lene Pedersen                                         | 01h 11' 18.7" |
| 6      | Gemma Arró Ribot/Maribel Martí de la Iglesia/Izaskun Zubizarreta Guerendiain | 01h 13' 23.8" |
| 7      | Neus Tort Gendrau/Sophie Dusautoir Bertrand/Ariadna Tudel Cuberes            | 01h 14' 56.9" |

| Rang   | Teilnehmer                                                                          | Gesamtzeit    |
| ------ | ----------------------------------------------------------------------------------- | ------------- |
| Gold   | Dennis Brunod/Denis Trento/Manfred Reichegger/Guido Giacomelli                      | 01h 07' 18.6" |
| Silber | Alain Rey/Florent Troillet/Yannick Ecoeur/Alexander Hug                             | 01h 08' 22.7" |
| Bronze | Yannick Buffet/Bertrand Blanc/Tony Sbalbi/Fabien Anselmet                           | 01h 10' 44"   |
| 4      | Javier Martín de Villa/Agustí Roc Amador/Marc Solá Pastoret/Manuel Pérez Brunicardi | 01h 11' 42.3" |
| 5      | Toni Steurer/Konrad Lex/Stefan Klinger/Martin Echtler                               | 01h 16' 30"   |
| 6      | Patrik Nordin/André Jonsson/Joakim Halvarsson/John Bergstedt                        | 01h 16' 35.7" |
| 7      | Toni Casals Rueda/Xavier Capdevila Romero/Joan Albos Cavaliere/Xavier Comas Guixé   | 01h 17' 32.1" |
| 8      | Ola Berger/Ola Herje Hovdenak/Martin Bartnes/Ove-Erik Tronvoll                      | 01h 18' 12.1" |
| 9      | Dimitru Frâncu/Rareș Manea/Ionuț Gălițeanu/Silviu Manea                             | 01h 19' 18.7" |
| 10     | Milan Madaj/Matúš Daňko/Jozef Hlavco/Juraj Laštík                                   | 01h 19' 36.9" |

### Skibergsteigen Einzelrennen
Die Einzelläufe fanden am 28. März 2008 statt und waren der letzte Wettbewerb für die Seniorenklasse bei der Meisterschaft.
Übersicht der jeweils 10 besten Teilnehmer:
| Rang   | Teilnehmer            | Gesamtzeit    |
| ------ | --------------------- | ------------- |
| Gold   | Laëtitia Roux         | 10h 39' 47.2" |
| Silber | Roberta Pedranzini    | 01h 46' 28.3" |
| Bronze | Gloriana Pellissier   | 01h 47' 51.8" |
| 4      | Francesca Martinelli  | 01h 49' 02.5" |
| 5      | Nathalie Etzensperger | 01h 49' 23.3" |
| 6      | Elisa Fleischmann     | 01h 51' 20.5" |
| 7      | Gabrielle Magnenat    | 01h 54' 59.2" |
| 8      | Judith Graßl          | 01h 55' 08.6" |
| 9      | Catherine Mabillard   | 01h 56' 26.9" |
| 10     | Emilie Gex-Fabry      | 01h 57' 23.4" |

| Rang   | Teilnehmer             | Gesamtzeit    |
| ------ | ---------------------- | ------------- |
| Gold   | Florent Perrier        | 01h 23' 09.8" |
| Silber | Dennis Brunod          | 01h 23' 24.2" |
| Bronze | William Bon Mardion    | 01h 23' 51.3" |
| 4      | Manfred Reichegger     | 01h 24' 46"   |
| 5      | Florent Troillet       | 01h 25' 04.8" |
| 6      | Grégory Gachet         | 01h 27' 02.2" |
| 7      | Alexander Pellicier    | 01h 27' 17.9" |
| 8      | Lorenzo Holzknecht     | 01h 27' 34.6" |
| 9      | Guido Giacomelli       | 01h 28' 41.3" |
| 10     | Javier Martín de Villa | 01h 28' 50"   |

### Kombinationswertung
Gewertet wurden die Ergebnisse beim Einzel- und Teamrennen.
Übersicht der jeweils 10 besten Teilnehmer:
| Rang   | Teilnehmer            |
| ------ | --------------------- |
| Gold   | Roberta Pedranzini    |
| Silber | Francesca Martinelli  |
| Bronze | Nathalie Etzensperger |
| 4      | Elisa Fleischmann     |
| 5      | Véronique Lathuraz    |
| 6      | Catherine Mabillard   |
| 7      | Judith Graßl          |
| 8      | Gabrielle Magnenat    |
| 9      | Marie Troillet        |
| 10     | Stefanie Koch         |

| Rang   | Teilnehmer              |
| ------ | ----------------------- |
| Gold   | Florent Perrier         |
| Silber | William Bon Mardion     |
| Bronze | Dennis Brunod           |
| 4      | Grégory Gachet          |
| 5      | Guido Giacomelli        |
| 6      | Alexandre Pellicier     |
| 7      | Florent Troillet        |
| 8      | Manfred Reichegger      |
| 9      | Alexander Hug           |
| 10     | Manuel Pérez Brunicardi |